# Mahmoud Al-Gohary
Mahmoud Al-Gohary (arabe : محمود الجوهرى) (né le 20 février 1938 au Caire et mort le 3 septembre 2012 à Amman) est un footballeur égyptien devenu entraîneur.
Il est le premier à avoir gagné la Coupe d'Afrique des nations à la fois en tant que joueur et en tant qu'entraîneur. Il est considéré comme étant l'un des meilleurs footballeurs et entraîneurs égyptiens de tous les temps, de par sa renommée et son palmarès notamment.

## Biographie

### Carrière de joueur
Attaquant du club d'Al Ahly SC, il fut membre de l'équipe d'Égypte qui remporta la Coupe d'Afrique des Nations 1959 (il finira meilleur buteur de la compétition). À l'occasion du tour final disputé au Caire, il inscrivit un triplé contre l'Éthiopie.

### Carrière d'entraîneur
Sa carrière de joueur fut abrégée en raison de blessures. Il devint alors entraîneur adjoint d'Al Ahly SC puis entraîneur du club saoudien d'Al Ittihad Djeddah puis d'Al Ahly SC. 
Après avoir mené le club du Caire à la victoire en Ligue des champions de la CAF en 1987, il prit en charge les destinées de l'équipe nationale qu'il qualifia pour le Mondial 90 après 56 ans d'absence dans la compétition. 
Plus tard, après un intermède réussi au Zamalek SC (nouvelles victoires en Ligue des champions), il tenta une deuxième expérience avec l'Équipe d'Égypte qui se traduisit par une victoire lors de la Coupe d'Afrique des Nations 1998, devenant ainsi le premier homme à remporter la CAN comme joueur puis comme entraîneur.
En 2002, il devient sélectionneur de la Jordanie, qu'il qualifie pour sa première Coupe d'Asie des nations.

## Palmarès

### Joueur
Équipe nationale
- Vainqueur de la Coupe d'Afrique des nations 1959
- Meilleur buteur de la Coupe d'Afrique des nations 1959 (3 buts)

Al Ahly SC
- 6 championnats d’Égypte: 1955/56, 1957/58, 1960/61
- 2 coupes d’Égypte: 1955/56, 1960/61

### Entraîneur
Équipe nationale 
- Vainqueur de la Coupe d'Afrique des nations 1998
- Vainqueur de la Coupe Arabe 1992

Al Ahly SC
- 2 championnats d’Égypte
- 3 coupes d’Égypte
- 1 Ligue des champions de la CAF
- 1 Coupe d'Afrique des vainqueurs de coupes

Zamalek
- 1 Ligue des champions de la CAF
- 1 Supercoupe d'Afrique : 1994

Al Wahda
- 1 Coupe des Émirats : 1996

Individuel
- Trois fois élu meilleur entraîneur arabe de l'année: 1989, 1993, 1998
- Élu dans les 20 meilleurs entraîneurs de l'année par la FIFA en 1998
- Élu meilleurs entraîneur africain de l'année par Football Afrique en 1998